# Handicart

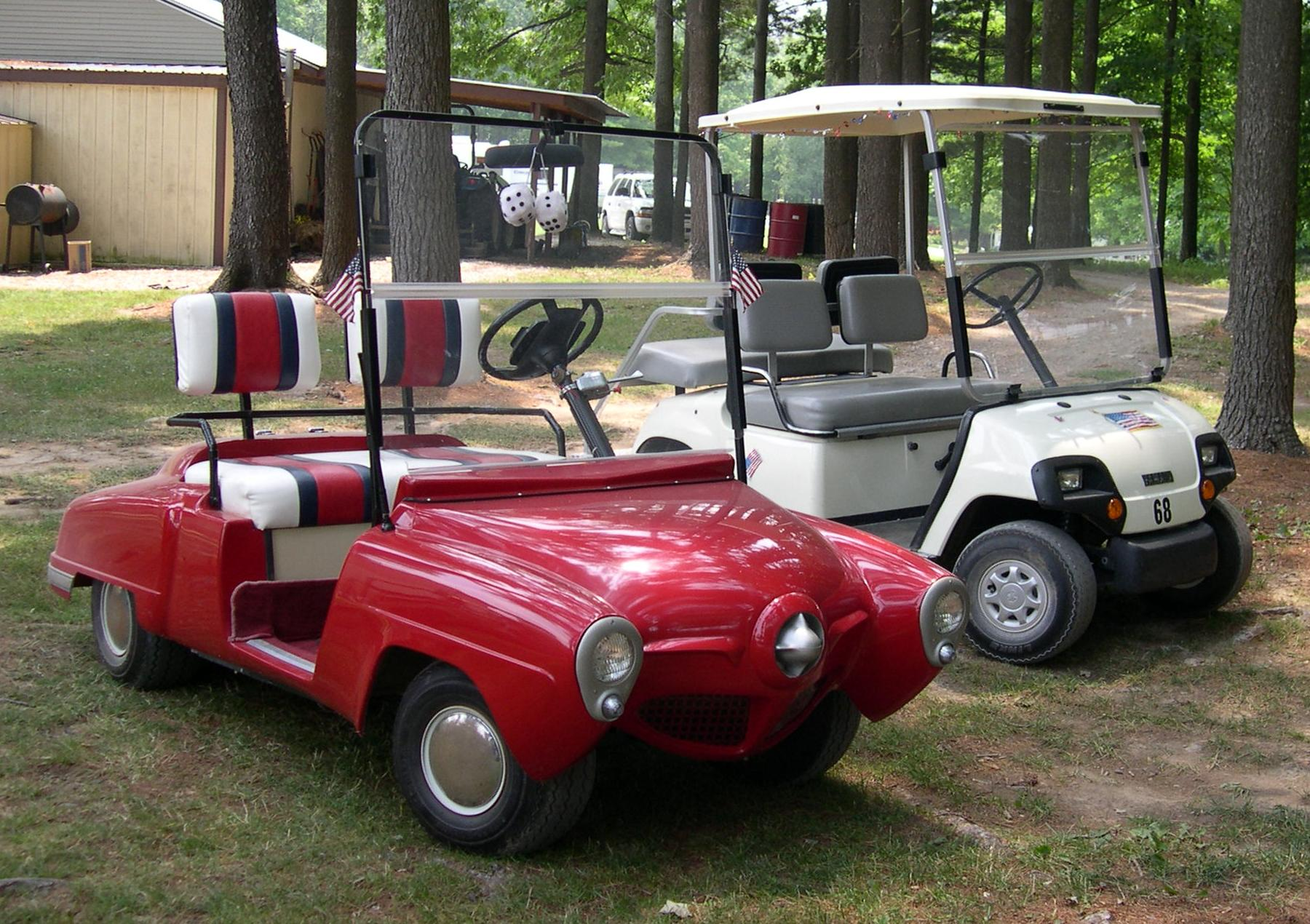
Golf buggy

Een Handicart of Golf buggy is een klein voertuig dat voornamelijk wordt gebruikt tijdens het spelen van golf. Het is ontworpen om twee spelers en twee golftassen te verplaatsen over een golfbaan.
In Nederland wordt de buggy alleen gebruikt door mindervalide golfers. In het buitenland is het vaak verplicht om een buggy te gebruiken, omdat dit het spel aanzienlijk versnelt en er zo dus meer mensen op de baan kunnen spelen. Sommige handicarts zijn uitgerust met een kleine verbrandingsmotor, maar tegenwoordig zijn bijna alle wagens elektrisch aangedreven.
Naast het gebruik op de golfbaan worden deze voertuigen steeds vaker gebruikt op grotere bedrijfsterreinen, vakantieparken of in buurten. Dit komt doordat ze goedkoper, stiller en milieuvriendelijker zijn dan normale auto's. Een handicart rijdt ongeveer 20 kilometer per uur. In de Verenigde Staten bestaan zogenaamde "golf cart communities", zoals Peachtree City, waar een speciale infrastructuur is gecreëerd voor golf carts. 
In Nederland werd tijdens de aanleg van de nieuwe metrolijn naar Hoek van Holland Strand van 14 maart 2022 tot 31 maart 2023 op het tijdelijke metrostation Hoek van Holland Haven dat 400 m oostelijker lag dan het oorspronkelijke station Hoek van Holland Haven vanwege de grote loopafstand(500m) een handicart ingezet voor reizigers die slecht ter been waren.

## Stichting
In 1986 werd de Stichting Handicart opgericht, om tijdelijk of permanent mindervalide golfers in staat te stellen het golfspel te blijven beoefenen. Deze stichting kan door middel van donaties, giften, legaten en schenkingen handicarts aanschaffen en deze ter beschikking stellen aan golfclubs in Nederland.
In totaal zijn er 218.530 geregistreerde golfers in Nederland, van wie 3 à 4 procent mindervalide is (deels tijdelijk, als gevolg van een ongeval of een operatie).

De Stichting Handicart kent meer dan 27.000 donateurs die het mogelijk maken dat ruim 10.500 mindervalide golfers het golfspel kunnen blijven spelen.